# Nukezone
NukeZone var ett gratis textbaserat strategispel med webbgränssnitt. Spelet går ut på att bygga upp sin egen bas med olika byggnader och trupper. Eftersom det inte finns några bilder eller animationer så inriktar sig spelet endast på ren strategi. 
Man spelar mot andra användare över hela världen och försöker förinta deras "provins" (deras bas, man kan endast ha en bas) genom olika attacker från land, hav, luft, satelliter och med olika typer av massförstörelsevapen eller kombinationer av dessa attacktyper.
Spelarna kan organisera sig i klaner med högst 15 användare. Samarbete klaner emellan är förbjudet.
Varje period av spelet pågår i några månader varefter alla provinser startas om och man måste bygga upp den på nytt.

## Spelsätt
Man bygger upp basen genom att bygga byggnader som i sin tur använder upp så kallade "turns" och pengar, dessa turns används till nästan alla aktioner man gör i spelet -- exempelvis till att göra attacker, utföra forskning och bygga byggnader. Man får en turn var 20:e minut och man kan spara ihop till totalt 300 turns (mer om man tar en klanbonus).
Attackerna man utövar tar moral, man kan max ha 100% (om man inte väljer "offensive-bonus" i början av spelet). Alla attacker tar mellan 20%-35% moral (förutom attacker via missil och satellit), det beror på om man gör en aggressiv attack eller inte, och om den man attackerar är större eller mindre än en själv. Man får 5%/kvart (20%/h), och det går inte att förbättra.
Pengar får man varje timme, denna "pengaproduktion" kan uppgraderas genom forskning plus en massa annat som också kan uppgraderas genom forskning och en annan viktig del av spelet för många spelare är det inbyggda forumet där det diskuteras dels om spelet men också om helt andra saker. NukeZone startade 2001 och har enligt sin webbsida över 35 000 spelare över hela världen.
Till spelet finns en portal (NukeZone Portal) där nyheter m.m. läggs upp. Det finns även ett forum, där det spekuleras om att lägga ner spelet för gott.

## Mål
I NukeZone finns ett flertal mål att uppnå under en enskild runda, delvis rör det sig om att under den aktuella rundan:
- segra som den största enskilda provinsen, s.k. Top provinces.
- samla in mest enskilda poäng, och därmed vinna Medal of Honor.
- bli den mest värdefulla klanen, s.k. Clan Networth.
- bli den klan som samlat in mest poäng, s.k. Clan Points.
- bli den klan som samlat in mest combopoäng, s.k. Clan Combo.
- vinna en eller flera medaljer:
  - Medal of Honor - Mest clan poäng samlade av en provins
  - Medal of Growth - Högsta "netto värde" (Networth)
  - Medal of Death - Flest dödade provinser under clan krig
  - Medal of Earth - Största landarea
  - Medal of Courage - Utfört flest attacker
  - Medal of Thievery - Mest pengar stulna
  - Medal of Knowledge - Snabbast att nå full forskning
  - Medal of Mass Destruction - Mest total skada utförd med användning av missiler
  - Medal of Superiority - Provinsen som först når 2500 clan poäng
  - Medal of Development - Provinsen som först når $2 500 000 nätvärde och behåller det under 48 timmar.
  - Medal of Accomplishment - Provins som vinner båda Medal of Honor och Medal of Superiority under samma runda.